# Chemical Industry Medal
Die Chemical Industry Medal ist ein jährlich vergebener US-amerikanischer Preis für Industriechemiker der amerikanischen Sektion der Society of Chemical Industry (SCI). Sie wird seit 1933 vergeben und galt neben der Perkin Medal schon in den 1940er Jahren als eine der höchsten Auszeichnungen der chemischen Industrie in den USA.
Bis 1932 hieß sie Grasselli Medal. Diese wurde für herausragende Veröffentlichungen, die der Gesellschaft präsentiert wurden, vergeben. Preisträger waren:
- 1920 Allen Rogers
- 1922 W. H. Fulweiler
- 1924 B. D. Saklatwaller
- 1925 E. R. Berry
- 1926 Charles R. Downs
- 1928 Harold J. Rose
- 1929 Bradley Stoughton
- 1930 Per K. Frolich
- 1931 L. V. Redman
- 1932 G. L. Clark

Die Umbenennung erfolgte, da die Grasselli-Familie ihre Chemieunternehmen 1928 an Du Pont verkauft hatte. Die Chemical Industry Medal sollte die Perkin Medal komplementieren und an eine Person vergeben werden, die einen bedeutenden Beitrag der chemischen Forschung zur Industrie erbracht hatte (englisch: making a valuable application of chemical research to industry), wobei Beiträge in öffentlichem Interesse bevorzugt werden sollten. 1945 wurde dies dahingehend geändert, dass der Preisträger hervorstechende Dienste für die Angewandte Chemie (englisch: conspicuous service to applied chemistry) erbracht haben sollte.
Während die Perkin Medal von der SCI für Erfindungen in der angewandten Chemie vergeben wird, sind unter den Empfängern der Chemical Industry Medal viele führende Chemieindustrielle und Manager und die jährliche Vergabe im Rahmen eines Banketts im Hotel Waldorf Astoria in New York gilt als gesellschaftliches Ereignis in der Chemiebranche.

## Preisträger
- 1933 James G. Vail, Pennsylvania Quartz
- 1934 Floyd G. Metzger, Air Reduction
- 1935 Edward R. Weidlein, Mellon Institute
- 1936 Walter S. Landis, American Cyanamid
- 1937 Evan J. Crane, Chemical Abstracts
- 1938 John V. N. Dorr, Dorr
- 1939 Robert E. Wilson, Standard Oil of Indiana, PanAmerican Petroleum
- 1941 Elmer K. Bolton, Dupont
- 1942 Harrison Howe, ACS
- 1943 John Grebe, Dow
- 1944 Bradley Dewey, Dewey & Almy
- 1945 Sidney D. Kirkpatrick, Chemical & Metallurgical
- 1946 Willard H. Dow, Dow
- 1947 George W. Merck, Merck
- 1948 James A. Rafferty, Union Carbide
- 1949 William B. Bell, American Cyanamid
- 1950 William M. Rand, Monsanto
- 1951 Ernest W. Reid, Corn Products
- 1952 J. R. Donald, Crawford H. Greenewalt, Dupont
- 1953 Charles S. Munson, Air Reduction
- 1954 Ernest H. Volwiler, Abbot
- 1955 Joseph G. Davidson, Union Carbide
- 1956 R. Lindley Murray, Hooker Electrochemical
- 1957 Clifford Rassweiler, Johns Manville
- 1958 Fred J. Emmerich, Allied
- 1959 Harry B. Mcclure, Union Carbide
- 1960 Hans Stauffer, Stauffer
- 1961 William E. Hanford, Olin Mathieson
- 1962 Kenneth H. Klipstein, American Cyanamid
- 1963 Max Tishler, Merck
- 1964 Leland I. Doan, Dow
- 1965 Ralph Connor, Rohm and Haas
- 1966 Monroe E. Spaght, Shell
- 1967 Chester M. Brown, Allied
- 1968 Harold W. Fisher, Standard Oil of New Jersey
- 1969 Charles B. McCoy, Dupont
- 1970 William H. Lycan, Johnson & Johnson
- 1971 Carroll A. Hochwalt, Thomas & Hochwalt, Monsanto
- 1972 Jesse Werner, Gaf
- 1973 Ralph Landau[2], Scientific Design
- 1974 Carl A. Gerstacker, Dow
- 1975 Leonard P. Pool, Air Products
- 1976 Harold E. Thayer, Mallinckrodt
- 1977 F. Perry Wilson, Union Carbide
- 1978 Jack B. St. Clair, Shell
- 1979 Irving Shapiro, Dupont
- 1980 Edward Donley, Air Products
- 1981 Thomas W. Mastin, Lubrizol
- 1982 H. Barclay Morley, Stauffer
- 1983 Paul F. Orrefice, Dow
- 1984 James Affleck, American Cyanamid
- 1985 Louis Fernandez, Monsanto
- 1986 Edward G. Jefferson, Dupont
- 1987 Edwin C. Holmer, Exxon
- 1988 Vincent L. Gregory Jr., Rohm and Haas
- 1989 Richard E. Heckert, Dupont
- 1990 George J. Sella Jr., American Cyanamid
- 1991 Dexter F. Baker, Air Products
- 1992 H. Eugene McBrayer, Exxon
- 1993 W. H. Clark, Nalco
- 1994 Keith R. McKennon, Dow Corning
- 1995 Robert D. Kennedy, Union Carbide
- 1996 John W. Johnstone Jr., Olin
- 1997 J. Roger Hirl, Occidental Chemical
- 1998 Edgar S. Woolard Jr., Dupont
- 1999 J. Lawrence Wilson, Rohm and Haas
- 2000 Vincent A. Calarco, Crompton
- 2001 William S. Stavropoulos, Dow Chemical
- 2002 Earnest W. Deavenport Jr., Eastman Chemical
- 2003 Whitson Sadler, Solvay
- 2004 Thomas E. Reilly, Reilly Industries
- 2005 Daniel S. Sanders, ExxonMobil & Company
- 2006 Jon M. Huntsman, Huntsman Corporation
- 2007 Raj Gupta, Rohm and Haas
- 2008 Dennis Reilley, Praxair
- 2009 Jeffrey Lipton, Nova Chemicals
- 2010 Michael E. Campbell, Arch Chemicals, Inc
- 2011 J. Brian Ferguson, Eastman Chemical
- 2012 David Weidman, Celanese
- 2013 Andrew Liveris, Dow Chemical
- 2014 Sunil Kumar, International Speciality Products
- 2015 Stephen Pryor, ExxonMobil
- 2016 James L. Gallogly, DuPont
- 2017 Andreas C. Kramvis, Honeywell
- 2018 Cal Dooley, American Chemistry Council
- 2019 Neil Chapman, ExxonMobil
- 2020 Christopher D. Pappas, Trinseo
- 2021 Craig A. Rogerson, Hexion
- 2022 Mark P. Vergnano, Chemours
- 2023 Bhavesh V. Patel, W. R. Grace
- 2024 John J. Paro, Hallstar
- 2025 Albert Chao, James Chao, Westlake[6]